# Communauté de communes des Rives de l'Odon
La communauté de communes des Rives de l'Odon est une ancienne communauté de communes française, située dans le département du Calvados.

## Historique
Le 20 décembre 1993, création de la communauté de communes.
Le 1er janvier 2013, elle a fusionné avec Caen la Mer.

## Composition
Elle était composée de trois communes réparties sur les deux cantons suivants 
- Deux communes du canton d'Évrecy

1. Tourville-sur-Odon
2. Verson

- Une commune du canton de Tilly-sur-Seulles

1. Mouen

## Compétences
- Aménagement de l'espace
  - Plans locaux d'urbanisme (à titre facultatif)
  - Schéma de cohérence territoriale (SCOT) (à titre obligatoire)
  - Schéma de secteur (à titre obligatoire)
- Autres - Espaces verts, relais assistantes maternelles (RAM) (à titre facultatif)
- Développement et aménagement économique - Création, aménagement, entretien et gestion de zone d'activités industrielle, commerciale, tertiaire, artisanale ou touristique (à titre obligatoire)
- Énergie
  - Hydraulique (à titre facultatif)
  - Production, distribution d'énergie (à titre facultatif)
- Environnement
  - Assainissements collectif et non collectif (à titre facultatif)
  - Collecte et traitement des déchets des ménages et déchets assimilés (à titre optionnel)
  - Protection et mise en valeur de l'environnement (à titre optionnel)
- Logement et habitat - Programme local de l'habitat (à titre facultatif)
- Sanitaires et social - Action sociale (à titre facultatif)
- Voirie - Création, aménagement, entretien de la voirie (à titre optionnel)

## Administration
| Période      | Période       | Identité           | Étiquette | Qualité         |
| ------------ | ------------- | ------------------ | --------- | --------------- |
| janvier 1994 | janvier 2004  | Jean-Claude Raoult | SE        | Maire de Verson |
| janvier 2004 | décembre 2012 | Hubert Ogier       | SE        | Maire de Mouen  |